# Kurs pełzający
Kurs pełzający – system kursu walutowego zaliczany do systemu pośrednich kursów walutowych, w których kurs kształtowany jest swobodnie w ramach przyjętych ograniczeń. W ramach kursów pełzających można wyróżnić:
- kurs walutowy w pełzającym przedziale wahań (ang. crawling band) – w którym swoboda kształtowania się kursu walutowego jest ograniczona „widełkami” (przedział wahań od 1 do 15%),
- kurs stały pełzający (ang. crawling peg) – w którym kurs walutowy jest dostosowywany okresowo według pewnej stałej stopy lub w odniesieniu do zmiany przyjętych wskaźników gospodarczych,
- system kursu zbliżony do pełzającego (ang. crawl-like arrangement) –  kurs walutowy pozostaje w wąskim przedziale wahań ±2% w relacji do 6 miesięcznego (lub dłuższego) trendu.